# خوسيه لويس ألونسو دي سانتوس
خوسيه لويس ألونسو دي سانتوس (بالإسبانية: José Luis Alonso de Santos)‏ كاتب ومخرج مسرحي للفرقة القومية للمسرح الكلاسيكي وباحث وأستاذ في الكتابة الدرامية وسيناريست وروائي إسباني، وُلد في بلد الوليد عام 1942. هو أحد أكبر كتاب المسرح الإسباني القصير في العصر الحالي، المتمثل في فصول جريئة في الحب والفكاهة، كما يمثل أيضًا بدايات مسرح الانتقال أو التحول الإسباني. عُرض عمله المسرحي الأول يعيش الدوق، سيدنا! لأول مرة في 19 ديسمبر 1975، وهو العام نفسه الذي تزامن مع وفاة الچنرال فرانكو في العشرين من نوڤمبر. وفي هذا التوقيت، بدأت في إسبانيا مرحلة تاريخية تميزت بسرعة جريان الأحداث التغييرية، بداية من تقنين الأحزاب السياسية وظهور أولى الحكومات الديمقراطية وإصدار دستور 1978 وانتصار الحزب الديمقراطي الإسباني الأول تحت رئاسة أدولفو سواريث. وفي نفس هذا العام، تم إنشاء المركز الديمقراطي القومي والذي حل محل المسارح القومية وأيضًا تم إلغاء الرقابة. انضم لويس ألونسو دي سانتوس إلى  البرنامج المسرحي الخاص ببداية الثمانينات، مع الغياب الملاحظ للكتاب الإسبان. شارك ألونسو دي سانتوس بوصفه ممثلًا في الأعمال التي أخرجها المخرج المسرحي خوسيه كارلوس بلاثا، ثم بعد ذلك، أصبح مخرجًا وافتتح مع فرقته المسرح الحرأعمالًا لبرتولت بريشت  وأريستوفان  وجون ميلينغتون سينغ وكالديرون دي لا باركا.
كتب أول أعماله بنجاح كبير بين النقاد والجمهور: يعيش الدوق، سيدنا. وفي عام 1978، افتتح نسخته من العمل جريمة بينياراندا ديل كامبو المرعبة للكاتب بييو باروخا والساحر، المسرحية التي تم تقديم أكثر من خمسمائة عرض لها. في هذا الوقت، قام ألونسو دي سانتوس بإعادة التخطيط والتفكير في تأليفه وكتابته المسرحية واتخذ قرارًا بالتكريس كلية له. وقد تلى هذه الأعمال مسرحيات أخرى مثل من المتاهه إلى الثلاثين والنص الذي قدمه إلى جمهور الأطفالالقصة الحقيقية والفريدة للأميرة والتنين. وفي عام 1983، قدم لأول مرة عمله الألبوم العائلي في البرنامج الرسمي لمسرح ماريا جيريرو بمدريد، مقر المركز الدرامي القومي المُنشأ حديثًا، وتم إخراجه أيضًا من قبل الكاتب. حازت أعماله أيضًا على نجاح كبير بين النقاد والجماهير، ومن أبرزها بائعة التبغ في حي باييكاس  والذهاب إلى المورو، العمل الذي تم عرضه في التلفزيون الإسباني عام 1987، وأيضًا تم معالجته سينمائيًا عام 1989، إخراج فيرناندو كولومو ومن بطولة بيرونيكا فوركيه وأيتانا سانشيث- خيخون وأنطونيو بانديراس وتشوس لامبريابي. إضافة إلى أعمال أخرى مثل ظل التينوريو.

## وصلات خارجية
- خوسيه لويس ألونسو دي سانتوس على موقع IMDb (الإنجليزية)
- خوسيه لويس ألونسو دي سانتوس على موقع قاعدة بيانات الفيلم (الإنجليزية)